# Chapel Ascote
Chapel Ascote – civil parish w Anglii, w Warwickshire, w dystrykcie Stratford-on-Avon. W 2001 civil parish liczyła 11 mieszkańców.